# Ceratophysella granulifera
Ceratophysella granulifera är en urinsektsart som beskrevs av Riozo Yosii 1962. Ceratophysella granulifera ingår i släktet Ceratophysella och familjen Hypogastruridae. Inga underarter finns listade i Catalogue of Life.